# Svein Oddvar Moen
Svein Oddvar Moen (Haugesund, 22 januari 1979) is een Noors voetbalscheidsrechter. Hij begon met fluiten in 1995 en floot in 2003 zijn eerste wedstrijd in de hoogste Noorse voetbalcompetitie. Hij leidde tweemaal de finale van de strijd om de Noorse beker: 2008 en 2013.
Oddvar Moen werd aangesteld als scheidsrechter om de kwartfinale van de Champions League 2012 te leiden tussen Bayern München en Olympique Marseille. Hij floot diverse interlands en was actief bij de Olympische Spelen 2012 in Londen. Oddvar Moen leidde de finale van het WK voetbal –17 jaar (2011) tussen Uruguay en gastland Mexico.
In maart 2013 noemde de FIFA Svein Oddvar Moen een van de vijftig potentiële scheidsrechters voor het Wereldkampioenschap voetbal 2014 in Brazilië. Op 15 januari 2014 maakte de wereldvoetbalbond bekend dat hij als reserve naar Brazilië zou reizen. Twee dagen voor het begin van het toernooi werd Moen als vierde official aangesteld voor het duel tussen Spanje en Nederland (1–5). Hij assisteerde de Italiaan Nicola Rizzoli.

## Interlands
| Datum             | Wedstrijd               | Uitslag | Competitie        | Kreeg geel | Kreeg voor de tweede keer geel en dus rood | Weggestuurd |
| ----------------- | ----------------------- | ------- | ----------------- | ---------- | ------------------------------------------ | ----------- |
| 17 november 2007  | Letland – Liechtenstein | 4 – 1   | EK-kwalificatie   | 6          | 0                                          | 0           |
| 10 september 2008 | Slovenië – Slowakije    | 2 – 1   | WK-kwalificatie   | 5          | 0                                          | 0           |
| 13 oktober 2009   | IJsland – Zuid-Afrika   | 1 – 0   | Vriendschappelijk | 0          | 0                                          | 0           |
| 1 juni 2010       | Nederland – Ghana       | 4 – 1   | Vriendschappelijk | 3          | 0                                          | 0           |
| 9 februari 2011   | Griekenland – Canada    | 1 – 0   | Vriendschappelijk | 2          | 0                                          | 0           |
| 29 maart 2011     | Nederland – Hongarije   | 5 – 3   | EK-kwalificatie   | 3          | 0                                          | 0           |
| 6 september 2011  | Italië – Slovenië       | 1 – 0   | EK-kwalificatie   | 5          | 0                                          | 0           |
| 11 oktober 2011   | Duitsland – België      | 3 – 1   | EK-kwalificatie   | 2          | 0                                          | 0           |
| 11 november 2011  | Denemarken – Zweden     | 2 – 0   | Vriendschappelijk | 2          | 0                                          | 0           |
| 15 november 2011  | Oekraïne – Oostenrijk   | 2 – 1   | Vriendschappelijk | 4          | 1                                          | 0           |
| 30 mei 2012       | Zwitserland – Roemenië  | 0 – 1   | Vriendschappelijk | 1          | 0                                          | 0           |
| 29 juli 2012      | Japan – Marokko         | 1 – 0   | Olympische Spelen | 2          | 0                                          | 0           |
| 1 augustus 2012   | Senegal – V.A.E.        | 1 – 1   | Olympische Spelen | 1          | 0                                          | 0           |
| 11 september 2012 | Georgië – Spanje        | 0 – 1   | WK-kwalificatie   | 0          | 0                                          | 0           |
| 14 november 2012  | Zweden – Engeland       | 4 – 2   | Vriendschappelijk | 3          | 0                                          | 0           |
| 7 juni 2013       | Tsjechië – Italië       | 0 – 0   | WK-kwalificatie   | 2          | 1                                          | 0           |
| 10 september 2013 | Roemenië – Turkije      | 0 – 2   | WK-kwalificatie   | 4          | 0                                          | 0           |
| 13 november 2013  | Jordanië – Uruguay      | 0 – 5   | WK-kwalificatie   | 3          | 0                                          | 0           |
| 28 mei 2014       | Denemarken – Zweden     | 1 – 0   | Vriendschappelijk | 5          | 0                                          | 0           |
| 7 september 2014  | Duitsland – Schotland   | 2 – 1   | EK-kwalificatie   | 6          | 1                                          | 0           |
| 15 november 2014  | Zwitserland – Litouwen  | 4 – 0   | EK-kwalificatie   | 3          | 0                                          | 0           |
| 12 juni 2015      | Letland – Nederland     | 0 – 2   | EK-kwalificatie   | 2          | 0                                          | 0           |
| 7 september 2015  | Armenië – Denemarken    | 0 – 0   | EK-kwalificatie   | 4          | 0                                          | 0           |
| 12 oktober 2015   | Rusland – Montenegro    | 2 – 0   | EK-kwalificatie   | 1          | 0                                          | 0           |
| 29 maart 2016     | Schotland – Denemarken  | 1 – 0   | Vriendschappelijk | 3          | 0                                          | 0           |
| 11 juni 2016      | Wales – Slowakije       | 2 – 1   | EK 2016           | 5          | 0                                          | 0           |
| 21 juni 2016      | Oekraïne – Polen        | 0 – 1   | EK 2016           | 3          | 0                                          | 0           |
| 6 oktober 2016    | IJsland – Finland       | 3 – 2   | WK-kwalificatie   | 7          | 0                                          | 0           |
| 9 oktober 2017    | Albanië – Italië        | 0 – 1   | WK-kwalificatie   | 2          | 0                                          | 0           |
| 9 juni 2018       | Zweden – Peru           | 0 – 0   | Vriendschappelijk | 1          | 0                                          | 0           |

Laatste aanpassing op 4 november 2018